# Ingvar Ygeman
Ingvar Sixten Ragnvald Ygeman, född 3 juli 1935 i Morlanda församling i Bohuslän, är en svensk journalist och författare.

## Biografi
Han har varit krigskorrespondent och lärare på journalisthögskolor. Han har intervjuat bland andra Moder Teresa, Alan Garcia, Indira Gandhi och Nelson Mandela och gjorde även den sista intervjun med Olof Palme, bara några timmar innan denne sköts till döds. 
Under många år var Ygeman journalist på TT Nyhetsbyrån, olika dagstidningar och även redaktör för flera tidskrifter. Ingvar Ygeman var chefredaktör i 17 år för tidningen Statsanställd.
På senare år har han arbetat med internationellt biståndsarbete i några av världens värsta krishärdar och har under flera år drivit egna barnhem, "Ygemans Barnhem". Via sina två konsultbolag har han fått uppdrag från stora FN-projekt till lokala fritidsuppdrag, bland annat utlandsuppdrag som Refugee Council, World Crisis Messages och Världshungerhjälpen.
Han har gett ut ett 20-tal böcker. 

### Familj
Ingvar Ygeman är far till den socialdemokratiske politikern Anders Ygeman.